# Aşağıırmaklar, Ardanuç
Aşağıırmaklar là một xã thuộc huyện Ardanuç, tỉnh Artvin, Thổ Nhĩ Kỳ. Dân số thời điểm năm 2010 là 131 người.